# Willy Breinholst
Willy Breinholst (Fredensborg, 27 juni 1918 - 25 september 2009) was een Deens auteur, scenarioschrijver en humorist. Veel van zijn werken zijn in het Nederlands vertaald. Het eerste was ...Maar vergeet je vrouw niet te kussen (1968). Werken als Mama is de liefste van de hele wereld en Kent u uw auto? werden meerdere malen in grote oplagen herdrukt.